# Bielitz-Bialaer Anzeiger
Bielitzer Anzeiger (pol. Wieści Bielskie) – niemieckojęzyczny tygodnik pod redakcją K. Budweisera wydawany w Bielsku od listopada 1854. Na początku XX wieku (na pewno przed 1909) przemianowany na Bielitz-Bialaer Anzeiger (Wieści Bielsko-Bialskie) i pod tą nazwą wydawany do roku 1918. Wydawcą był Szymon Tobias, redakcja mieściła się w nieistniejącym "Domu Tobiasa" na pl. Chrobrego.